# The Notorious Byrd Brothers
The Notorious Byrd Brothers je páté studiové album americké rockové skupiny The Byrds, vydané v lednu 1968 u vydavatelství Columbia Records. Nahráno bylo od června do prosince předchozího roku ve studiu Columbia Studios v Hollywoodu a jeho producentem byl Gary Usher. Během nahrávání alba ze skupiny odešli David Crosby a Michael Clarke a na dalším albu se podíleli jen Roger McGuinn a Chris Hillman doplněni o nové členy.

## Seznam skladeb
| Pořadí | Název                 | Autor                                        | Délka |
| ------ | --------------------- | -------------------------------------------- | ----- |
| 1.     | Artificial Energy     | Roger McGuinn, Chris Hillman, Michael Clarke | 2:18  |
| 2.     | Goin' Back            | Carole King, Gerry Goffin                    | 3:26  |
| 3.     | Natural Harmony       | Hillman                                      | 2:11  |
| 4.     | Draft Morning         | David Crosby, Hillman, McGuinn               | 2:42  |
| 5.     | Wasn't Born to Follow | King, Goffin                                 | 2:04  |
| 6.     | Get to You            | Gene Clark, McGuinn                          | 2:39  |
| 7.     | Change Is Now         | Hillman, McGuinn                             | 3:21  |
| 8.     | Old John Robertson    | Hillman, McGuinn                             | 1:49  |
| 9.     | Tribal Gathering      | Crosby, Hillman                              | 2:03  |
| 10.    | Dolphin's Smile       | Crosby, Hillman, McGuinn                     | 2:00  |
| 11.    | Space Odyssey         | McGuinn, Robert J. Hippard                   | 3:52  |

## Obsazení
The Byrds
- Roger McGuinn – kytara, Moog syntezátor, zpěv
- David Crosby – kytara, baskytara, zpěv
- Chris Hillman – baskytara, mandolína, zpěv
- Michael Clarke – bicí

Ostatní hudebníci
- Clarence White – kytara
- James Burton – kytara
- Red Rhodes – pedálová steel kytara
- Paul Beaver – klavír
- Terry Trotter – klavír
- Paul Beaver – Moog syntezátor
- Gary Usher – Moog syntezátor, perkuse, doprovodné vokály
- Barry Goldberg – varhany
- Dennis McCarthy – celesta
- Jim Gordon – bicí
- Hal Blaine – bicí
- Lester Harris – violoncello
- Raymond Kelley – violoncello
- Paul Bergstrom – violoncello
- Jacqueline Lustgarten – violoncello
- Victor Sazer – housle
- Carl West – housle
- William Armstrong – housle
- Alfred McKibbon – kontrabas
- Ann Stockton – harfa
- Richard Hyde – pozoun
- Jay Migliori – saxofon
- Roy Caron – žestě
- Virgil Fums – žestě
- Gary Weber – žestě
- Dennis Faust – perkuse
- Curt Boettcher – doprovodné vokály
- Firesign Theatre – zvukové efekty